# 岛根县立岛根女子短期大学
岛根县立岛根女子短期大学（日语：／ Shimane Kenritsu Shimane Joshi Tanki Daigaku *），简称岛女短，是過去一所位于日本岛根县松江市的公立短期大学，於2010年停辦。

## 概要

### 简介
- 学校最早可以追溯到1946年[1]。短期大学为于1953年开办[1]、由岛根县经营。招生到2006年[2]、正式停办于2010年。

### 历史
- 1953年 岛根农科大学女子家政短期大学部成立并同时设置一个学科即家政科（生活专攻和服装专攻[注 1]）[1]。
- 1964年 改校名为岛根县立岛根女子短期大学。
- 1965年 家政科生活专攻改名为食物专攻。
- 1973年 保育科成立[1]。
- 1985年 服装专攻[注 1]改编为生活科学专攻。
- 1988年 文学科成立含（日文专攻和英文专攻）
- 2006年 短期大学招生最后、次年合并为岛根县立大学短期大学部[2]。
- 2010年 今年9月16日正式停办[1]。

## 学校环境
- 校区：在了岛根县松江市

## 组织

### 学科
- 家政科
  - 生活科学专攻
  - 食物营养专攻
- 保育科
- 文学科
  - 日文专攻
  - 英文专攻

### 专科
| - 没有 |

### 业余课程
| - 没有 |

## 相关链接
- 日本短期大学列表
- 岛根县立护理短期大学：已停办
- 岛根县立国际短期大学：已停办